# Parafia Świętych Apostołów Piotra i Pawła w Poznaniu
Parafia archikatedralna pw. Świętych Apostołów Piotra i Pawła w Poznaniu – rzymskokatolicka parafia archikatedralna w archidiecezji poznańskiej w dekanacie Poznań – Nowe Miasto. Liczy ok. 2,5 tys. wiernych. Siedziba parafii znajduje się w Poznaniu przy ul. Ostrów Tumski 17.

## Historia parafii
Początki parafii należy wiązać z wprowadzeniem chrześcijaństwa na ziemiach polskich w X wieku. Na terenie grodu poznańskiego, być może jeszcze przed chrztem Mieszka I, do książęcego palatium dobudowano kaplicę, którą można nazwać pierwszą chrześcijańską świątynią zarówno w Poznaniu, jak i w ówczesnym państwie Polan. Po erygowaniu diecezji poznańskiej w 968 roku rozpoczęto wznoszenie kościoła katedralnego, który stał się ośrodkiem kultu chrześcijańskiego. Pierwszym biskupem został Jordan, któremu towarzyszyło grono misjonarzy, zapewne benedyktynów. Na skutek prowadzenia misji chrystianizacyjnej powstawały samodzielne parafie tworząc coraz bardziej rozwiniętą strukturę organizacyjną diecezji. Katedra stanowiła miejsce kultu dla mieszkańców grodu i okolicznych osad.
Najprawdopodobniej w latach czterdziestych XII wieku na podgrodziu zwanym Zagórze zbudowano kościół pw. św. Mikołaja, który stał się świątynią parafialną dla ludności służebnej grodu zamieszkującej najbliższą okolicę. Zasięg parafii kurczył wraz z budowaniem nowych kościołów m.in. na Komandorii, Berdychowie czy Chwaliszewie, a później także na lewym brzegu Warty. Parafia istniała do 1805 roku, kiedy to na skutek katastrofalnego stanu kościoła, została zlikwidowana, a nadzór duszpasterski objęło duchowieństwo posługujące przy katedrze. Kościół rozebrano w 1817 roku.
W 1231 roku przy kościele św. Małgorzaty na Śródce biskup Paweł II osadził dominikanów, którzy jednak w1244 roku przenieśli się na lewy brzeg Warty. Śródecka świątynia stała się kościołem parafialnym. Duchowni sprawowali opiekę duszpasterską nad mieszkańcami Śródki, Ostrówka i Zawad. Przy kościele istniała również szkoła parafialna, a od XVI wieku także szpital. W 1665 roku ówczesny proboszcz na Śródce i profesor Akademii Lubrańskiego, ks. Stanisław Grudowicz, wstąpił do filipinów i założył pierwszą wspólnotę w Polsce. Sześć lat później za zgodą bp. Stefana Wierzbowskiego kongregacja filipinów przejęła zarząd nad parafią. Uroczyste wprowadzenie pod przewodnictwem bp. Macieja Kurskiego, sufragana poznańskiego, miało miejsce 15 listopada 1671 roku. Kongregacja wraz ze śródecką parafią otrzymała jako zaplecze gospodarcze i źródło utrzymania wieś Mychowo. W 1746 roku w pobliżu kościoła rozpoczęto budowę murowanego klasztoru. Księża filipini podejmowali wiele działań o charakterze duszpasterskim m.in. głosili katechezy dla wiernych czy wykładali teologię na pobliskiej Akademii Lubrańskiego. Proboszczami byli każdorazowo przełożeniu kongregacji (m.in. ks. Wojciech Reuth, ks. Michał Bułakowski, ks. Piotr Myszczyński, ks. Mikołaj Bagnowski, ks. Antoni Milewski). Pod koniec XVIII wieku parafia liczyła ok. 700-800 wiernych. Przy kościele działały dwa bractwa: Literackie (fund. 1596) i św. Barbary (fund. 1659).
Taki stan rzeczy trwał do 1805 roku, kiedy to władze pruskie dokonały kasaty zakonów. Dekretem bp. Ignacego Raczyńskiego z dnia 1 marca 1805 roku kościół św. Małgorzaty stał się kościołem pomocniczym parafii archikatedralnej. Zezwolono jedynie na odprawianie dwóch Mszy świętych w niedziele rano oraz w dni powszednie na nabożeństwa brackie, fundacyjne i pogrzebowe. Z klasztoru usunięto również księży filipinów rozwiązując tym samym poznańską kongregację, a budynek przekazano pod zarząd biskupa poznańskiego. Ostatnim przełożonym i proboszczem był ks. Jan Kowalski. Obowiązki duszpasterskie zlecono ks. Antoniemu Lipińskiemu z grona duchowieństwa diecezjalnego.
W 1848 roku w klasztorze zamieszkały siostry szarytki, które otworzyły dom dla sierot pod wezwaniem św. Wincentego a Paulo. Była to druga placówka tego zgromadzenia w Poznaniu. W latach 1899–1900 dobudowano skrzydło zachodnie oraz kaplicę. Siostry prowadziły działalność opiekuńczo-wychowawczą do 1990 roku, kiedy to na Śródkę powrócili filipini. Od 2011 w odnowionych zabudowaniach klasztornych oraz w sąsiadującym z nimi byłym domu katolickim funkcjonuje Katedralna Ogólnokształcąca Szkoła Muzyczna, prowadzona przez archidiecezję poznańską.
W 1657 roku bp Wojciech Tolibowski sprowadza na Śródkę zakon franciszkanów reformatów i osadza ich na Górze Kawalerskiej. Rozpoczęto pracę nad budową klasztoru i kościoła pw. św. Kazimierza i Niepokalanego Poczęcia NMP, które zakończono w 1681 roku (konsekrowany w 1685 roku). Zakonnicy posługiwali w tym miejscu do roku 1804, kiedy na skutek działań władz zaborczych zakon skasowano, a zabudowania klasztorne przejęli Prusacy. Ostatni poznański reformat zmarł w 1826 roku. W 1963 roku świątynia została przekazana Kościołowi Polskokatolickiemu.
Antykościelna polityka władz pruskich zmusiła do reorganizacji struktur parafialnych, czego skutkiem było przejęcie opieki duszpasterskiej nad mieszkańcami Śródki, Zawad, Zagórza i Chwaliszewa przez kapitułę katedralną jako rządców poznańskiej katedry. Oficjalnie urząd proboszcza pełnił prepozyt kapituły, który mianował spośród kolegium wikariuszy administratora (komendarza, rektora). W tym czasie potocznie mówiło się o parafii tumskiej lub św. Małgorzaty. Ograniczenia dotyczące sprawowania kultu w śródeckiej świątyni doprowadziły do wzmożenie procesu laicyzacji. Wierni nie byli skłonni uczestniczyć w uroczystych celebracjach katedralnych. Sytuacja zaczeła zmieniać się w latach czterdziestych XIX wieku, kiedy to zezwalana na odprawianie świątecznych nabożeństw, procesji, głoszenie kazań czy prowadzenie katechezy. Założono również tzw. bractwo wstrzemięźliwości. W połowie XIX wieku parafia liczyła 5200 wiernych.
W latach 1914–1939 wydawano „Tygodnik Kościelny Parafii Archikatedralnej” („Wiadomości Parafii Archikatedralnej”) – jeden z pierwszych w Polsce periodyków parafialnych.
W czasie II wojny światowej naziści zamknęli wszystkie kościoły w parafii (włącznie z katedrą). Wierni mogli uczestniczyć w nabożeństwach w jednym z dwóch otwartych dla Polaków kościołów w Poznaniu: św. Wojciecha i Matki Boskiej Bolesnej na Świętym Łazarzu. 9 listopada 1939 roku aresztowano proboszcza ks. Kazimierza Szreybrowskiego, którego osadzono w obozie koncentracyjnym Posen (Fort VII). Tam został zastrzelony 8 stycznia 1940 roku. O tym dramatycznym wydarzeniu przypomina tablica okolicznościowa umieszczona na zewnętrznej ścianie kościoła św. Małgorzaty.
15 lutego 1945 w czasie toczonej Bitwy o Poznań wybuchł pożar w katedrze. Zniszczeniu uległy prawie 2/3 budynku. Powojenna odbudowa świątyni trwała do 1956 roku.
Po zakończeniu działań wojennych administratorem parafii został jej przedwojenny wikariusz – ks. Czesław Pawlaczyk. W 1947 roku został mianowany ojcem duchownym w Arcybiskupim Seminarium Duchownym, a jego miejsce zajął ks. Władysław Kawski. W 1979 roku przy kościele pw. Wszystkich Świętych powołano ośrodek duszpasterski, do którego przyłączono mieszkańców Chwaliszewa – dotychczas przynależących do parafii archikatedralnej. Dwa lata później ustanowiono tamże pełnoprawną parafię.

## Miejsca kultu

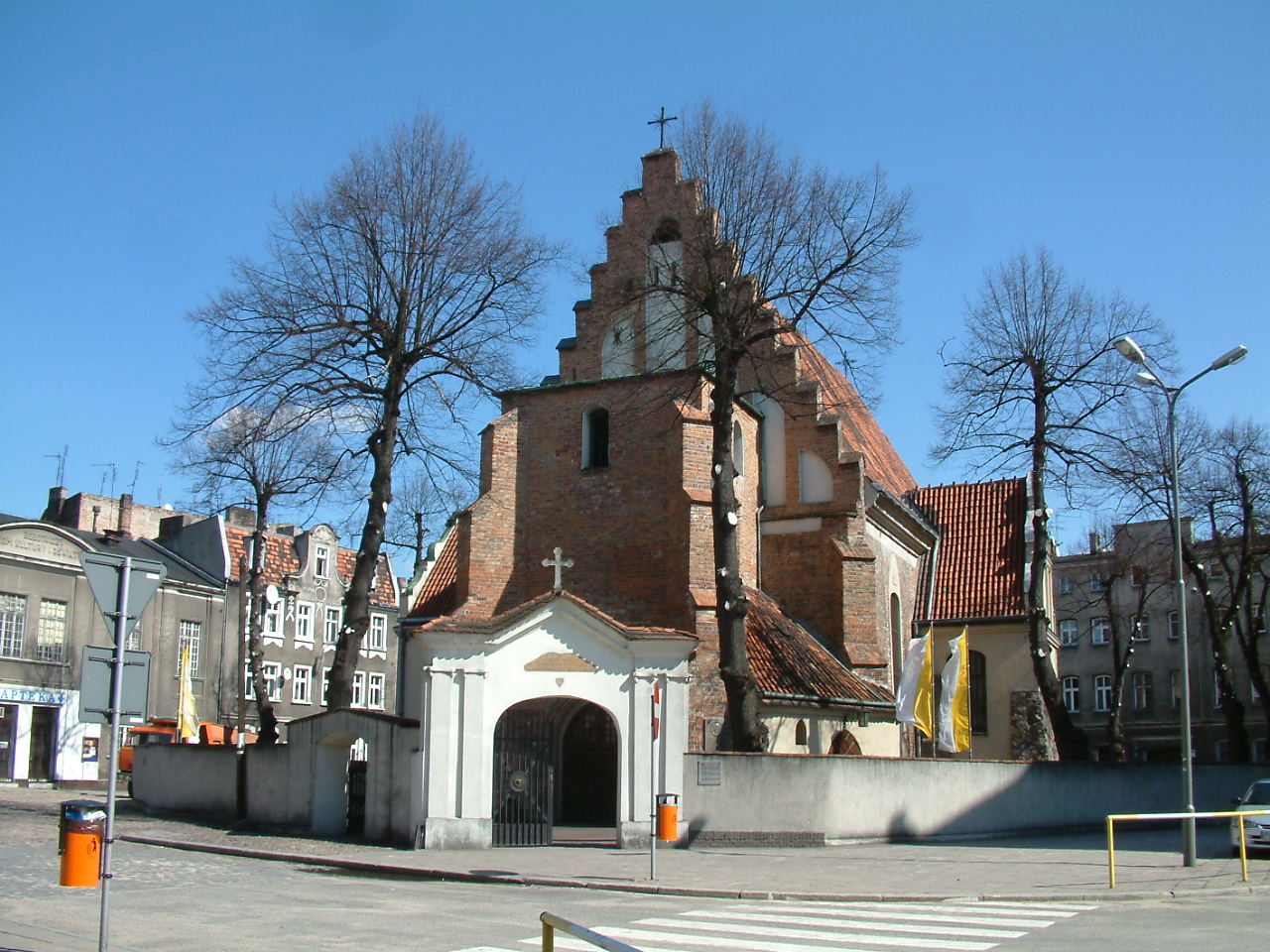
Kościół pw. św. Małgorzaty na Śródce (pomocniczy)

### Główne
- Bazylika archikatedralna Świętych Apostołów Piotra i Pawła w Poznaniu – główny i tytularny kościół parafii,
- Kościół św. Małgorzaty na Śródce – kościół pomocniczy,
- Kościół Najświętszej Maryi Panny in summo – kościół o znaczeniu historycznym,

### Pozostałe
- kaplica pw. Zwiastowania NMP przy Wydziale Teologicznym UAM (dawna seminaryjna) – ul. Wieżowa 2-4,
- Arcybiskupie Seminarium Duchowne w Poznaniu – ul. Wieżowa 2-4
- Wyższe Seminarium Duchowne Towarzystwa Chrystusowego dla Polonii Zagranicznej w Poznaniu – ul. Panny Maryi 4,
- dom formacyjny księży filipinów – ul. Wieżowa 5,
- dom zakonny Zgromadzenia Sióstr Franciszkanek Rodziny Maryi – ul. Ostrów Tumski 14,
- dom zakonny Zgromadzenia Braci Serca Jezusowego – ul. Posadzego 6,

## Cmentarze
Pierwszy cmentarz dla mieszkańców grodu poznańskiego ulokowano na terenie obecnego Ostrówka, po drugiej stronie Cybiny. Funkcjonował prawdopodobnie do końca XI wieku. W połowie XII wieku zmarłych zaczęto grzebać wokół kościoła św. Mikołaja. Zgodnie z ówczesnym zwyczajem cmentarze lokowano zazwyczaj wokół kościołów. Tak też było w przypadku katedry, kościoła Najświętszej Maryi Panny czy kościoła św. Małgorzaty. Znaczniejszych wiernych, zwłaszcza duchownych chowano w podziemiach świątyń. W katedrze złożono szczątki pierwszych władców Polski (m.in. Mieszka I i Bolesława Chrobrego). Tam też chowano biskupów poznańskich.
W 1792 roku władze pruskie wydały zakaz przeprowadzania pochówków w kryptach i na terenach przykościelnych. Z tego tytułu na Komandorii w pobliżu kościoła św. Jana Jerozolimskiego wyznaczono teren pod nekropolię dla trzech parafii: śródeckiej, zagórzańskiej i św. Jana. Tymczasowo jednak zmarłych zaczęto chować na terenie za kościołem reformatów (dziś tereny zielone w pobliżu Domu Pomoc Społecznej przy ul. Konarskiego). W 1837 roku oficjalnie poświęcono cmentarz przy obecnej ul. Świętojańskiej (właściwie były to dwa cmentarze: świętojański i archikatedralny). W następnych dekadach przyłączano kolejne grunty z przeznaczeniem na pochówki. Od połowy XIX wieku każdego roku 1 listopada ze Śródki na cmentarz szła uroczysta procesja, która gromadziła rzesze wiernych.
W latach 1904–1905 w sąsiedztwie ulic Wileńskiej i Krańcowej założono nowy cmentarz dla obu parafii (dziś teren kampusu nad Jeziorem Maltańskim). Nazywano go dla odróżnienia od poprzedniego cmentarzem nowoparafialnym. W czasie II wojny światowej niemieckie władze okupacyjne zaczęły dokonywać ekshumacji celem likwidacji nekropolii. W tym samym czasie rozpoczęto budowę jeziora. Po wojnie postanowiono przeznaczyć teren na cele rekreacyjne. W latach 1964–1966 przeprowadzano ekshumacje zarówno na starym, jak i na nowym cmentarzu. Szczątki zmarłych złożono na cmentarzu miłostowskim. Według relacji świadków, likwidacja nekropolii przebiegała chaotycznie, stąd po dziś dzień odnajdywane są ludzkie szczątki oraz fragmentu nagrobków.
Od tamtej pory parafia nie posiada własnego cmentarza.

## Terytorium parafii
Parafia obejmuje terytorialnie osiedle Ostrów Tumski – Śródka – Zawady.
- ulice: Berdychowo, ks. Bernata, Bydgoska, Chlebowa, Cybińska, Dziekańska, Filipińska, Gdańska, Jana Pawła II, Koronkarska, Lubrańskiego, Nowe Zagórze, Panny Marii, Ks. Posadzego, Rynek Śródecki, Śródka, Św. Jacka, Św. Wincentego, Ostrów Tumski, Wieżowa, Prymasa Stefana Wyszyńskiego, Zawady, Zagórze

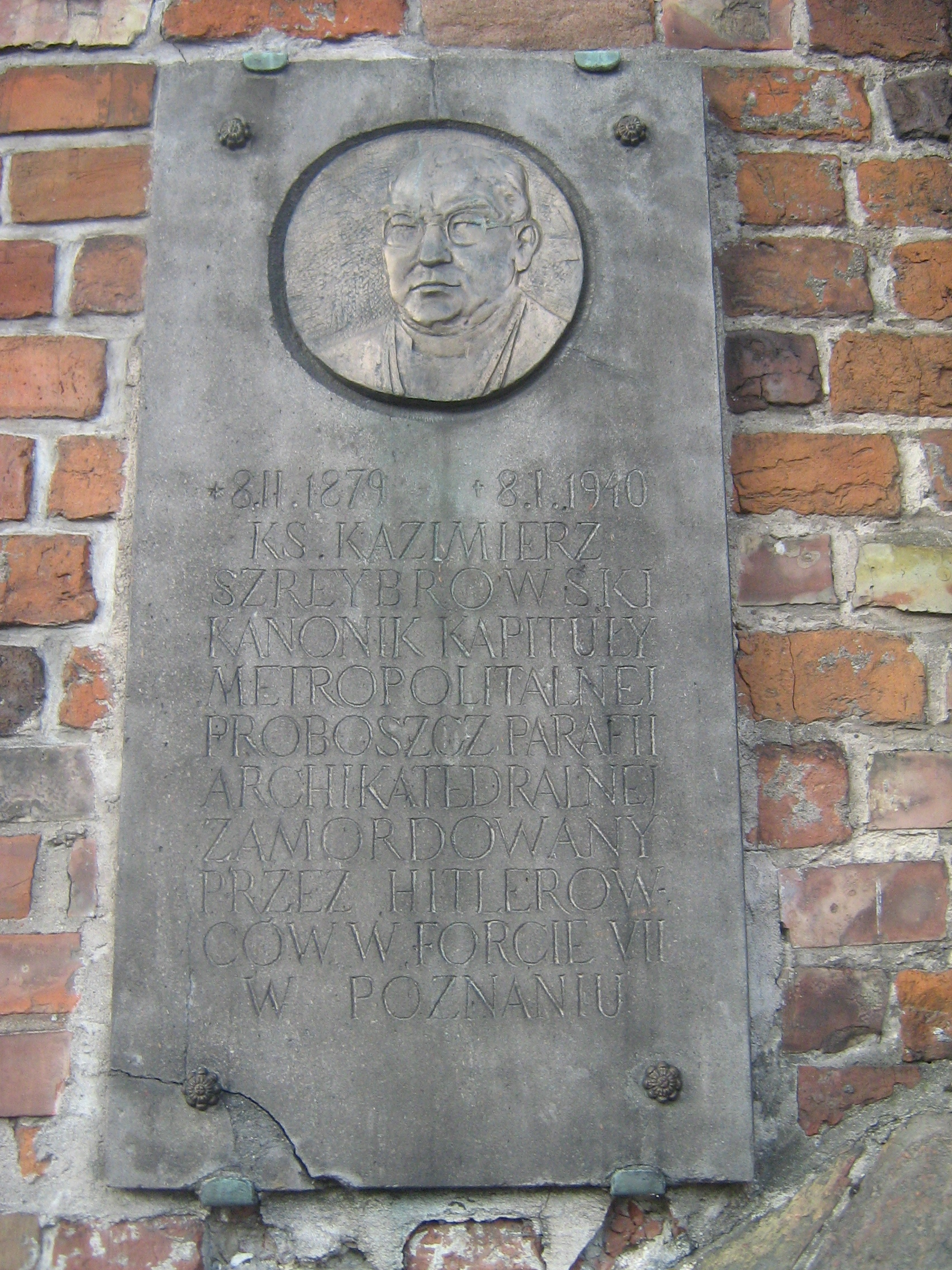
Tablica ku pamięci ks. Kazimierza Szreybrowskiego

## Proboszczowie
- ks. Grzegorz Kucharski (1924-1930) – administrator
- ks. Franciszek Ksawery Ruciński (1930-1932) – proboszcz-delegat Kapituły Metropolitalnej
- ks. Jan Kaja (1930-1932) – administrator
- ks. Kazimierz Szreybrowski (1932-1940)
- ks. Czesław Pawlaczyk (1945-47)
- ks. Władysław Kawski (1947-77)
- ks. Jan Stanisławski (1977-86)
- ks. Mieczysław Nowak (1986-96)
- ks. Ireneusz Szwarc (od 1996)

## Charakterystyka
Parafia przy bazylice archikatedralnej w Poznaniu jest jedną z najmniejszych parafii miasta. Swoim zasięgiem obejmuje najstarszą część Poznania – Ostrów Tumski wraz Zagórzem, Śródkę oraz Zawady. Przy parafii działa grupa dziecięca i młodzieżowa oraz Duszpasterstwo Młodych 20/30. Od 1979 roku funkcjonuje Rada Parafialna, obecnie jako Parafialna Rada Duszpasterska oraz Parafialna Rada Ekonomiczna. Ponadto działa wspólnota Żywego Różańca oraz Parafialny Zespół Caritas.
Na obszarze parafii swoją siedzibę mają centralne instytucje archidiecezji poznańskiej, takie jak sekretariat arcybiskupa poznańskiego, Kuria Metropolitarna w Poznaniu, Arcybiskupie Seminarium Duchowne, Metropolitarny Sąd Duchowny, a także Seminarium Duchowne Towarzystwa Chrystusowego dla Polonii Zagranicznej. Przy ulicy Wieżowej 2/4 znajduje się także Wydział Teologiczny Uniwersytetu im. Adama Mickiewicza. Mieszkańcami parafii niezmiennie od wieków są arcybiskup poznański oraz biskupi pomocniczy. Przy katedrze działa Poznański Chór Katedralny.
Życie parafii od wieków związane było z zamieszkaniem i działalnością zakonników i zakonnic. W czasach historycznych swoją obecność zaznaczyli benedyktyni, dominikanie, franciszkanie reformaci, lazaryści, karmelitanki, szarytki, a obecnie posługują: filipini, elżbietanki, franciszkanki Rodziny Maryi, chrystusowcy, bracia Serca Jezusowego, betanki.